# Сілюк Сергій Володимирович
Сергі́й Володи́мирович Сілю́к (нар. 5 червня 1985, Запоріжжя) — український футболіст, нападник аматорського клубу «Таврія-Скіф». Майстер спорту України — з 2006 року.

## Спортивна біографія
Вихованець запорізького футболу. Перший тренер — Володимир Петрович Шаповалов, у якого займався з семи років.
Свою кар'єру розпочав у молодіжному складі «Металург» (Запоріжжя), за яке в лізі ДЮФЛ забив 41 гол у 68 іграх.

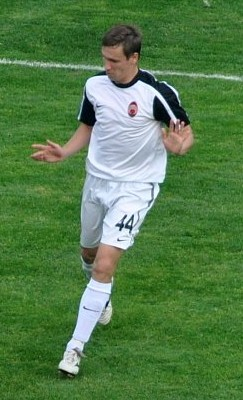
Сергій Сілюк під час виступів за «Зорю». 2010 рік.

2002 року дебютував у професіональному футболі за другу команду «Металурга», яка виступала у Другій лізі, де і провів два роки.
27 березня 2004 року дебютував у Вищій лізі за «Металург» у матчі проти київського «Арсенала», а майже через рік, 3 квітня 2005 року забив свій перший гол в еліті у ворота київського «Динамо», які захищав Віталій Рева.
У 2006 році Сілюк із запорізькими «сталеварами» вийшов до фіналу Кубку України, де поступилися київському «Динамо». За успішну участь у кубкових баталіях Сілюку й багатьом іншим футболістам команди надали спортивне звання — майстер спорту України. Також у 2006 році Сергію вдалося дебютувати в єврокубках і провести в них 3 матчі, поки команда не поступилися грецькому «Панатінаїкосу» й не вилетіла зі змагань.
На початку 2009 року в Сілюка виникли суперечки з головним тренером клубу Олегом Лутковим і Сергій перестав потрапляти до основного складу. На початку 2010 року команду з різних причин залишили багато провідних футболістів, серед них був і Сергій Сілюк, який відгукнувся на пропозицію свого колишнього тренера Анатолія Чанцева та перейшов у луганську «Зорю», де вже грало ще двоє колишніх запоріжців — Тарас Лазарович та Олексій Семененко.
У луганському клубі Сілюк став основним півзахисником, поки наприкінці 2011 року не було звільнено Чанцева. Із приходом Юрія Вернидуба Сілюк утратив місце в основній команді й виступав здебільшого в молодіжному чемпіонаті.
22 січня 2013 року на правах вільного агента підписав контракт із полтавською «Ворсклою».
1 березня 2016 року став гравцем київського «Арсенала». У червні того ж року було повідомлено про перехід гравця до складу «Тернополя», але зрештою він опинився в лавах аматорського клубу «Таврія-Скіф».

### Збірна
У 2005 році Сілюк у складі молодіжної збірної України взяв участь у фінальній частині чемпіонату світу в Нідерландах. Україна вийшла в 1/8 фіналу, де поступилася з рахунком 0:1 майбутнім фіналістам чемпіонату — нігерійцям.

## Титули та досягнення
- Фіналіст Кубку України: 2006.
- Учасник молодіжного чемпіонату Світу: 2005 року.
- Найкращий бомбардир сезону в запорізькому «Металурзі» (2): 2007, 2008 років.

## Цікаві факти
- Улюблениі футболісти — Зінедін Зідан і Роналду.
- Улюблена страва — борщ.
- Улюблений актор — Леонід Куравльов
- Улюблені співаки — Григорій Лепс та «Любе»[6].